# Spilopelia
Genre
Statut de conservation UICN

 LC  : Préoccupation mineure
Synonymes
- Stigmatopelia

Spilopelia est un genre d'oiseaux regroupant deux espèces de tourterelles anciennement classées dans le genre plus large Streptopelia.

## Liste d'espèces
Selon la classification du Congrès ornithologique international (version 2.2, 2009) :
- Tourterelle tigrine - Spilopelia chinensis
- Tourterelle maillée - Spilopelia senegalensis